# Резерпін
Резерпін — це препарат, який використовується для лікування високого кров'яного тиску, зазвичай у комбінації з тіазидним діуретиком або вазодилататором. Клінічні випробування показали, що комбіноване лікування резерпіном і тіазидним діуретиком знижує смертність людей з гіпертонією. Хоча використання резерпіну як монопрепарату зменшилось після того, як він був вперше схвалений FDA у 1955 році, комбіноване застосування резерпіну та тіазидного діуретика або вазодилататора все ще рекомендується пацієнтам, які не досягли адекватного зниження артеріального тиску лише за допомогою препаратів першої лінії. Комбінована пігулка резерпін-гідрохлоротіазиду була 17-ю за популярністю серед 43 комбінованих антигіпертензивних таблеток, доступних у 2012 році.
Антигіпертензивна дія резерпіну значною мірою зумовлена його антинорадренергічними ефектами, які є результатом його здатності виснажувати катехоламіни (серед інших моноамінових нейромедіаторів) із периферичних симпатичних нервових закінчень. Ці речовини зазвичай беруть участь у контролі частоти серцевих скорочень, сили серцевого скорочення та опору периферичних судин.
У дозах від 0,05 до 0,2 мг на добу резерпін добре переноситься; найпоширенішим побічним ефектом є закладеність носа.
Резерпін також використовувався для полегшення психотичних симптомів. Дослідження показало, що у хворих на шизофренію, резерпін і хлорпромазин мали однакову частоту побічних ефектів, але резерпін був менш ефективним, ніж хлорпромазин, для поліпшення загального стану людини.

## Медичне використання
JNC 8 рекомендує резерпін як альтернативний препарат для лікування гіпертонії. Огляд Cochrane 2016 року виявив, що резерпін настільки ж ефективний, як і інші антигіпертензивні препарати першого ряду для зниження артеріального тиску. Комбінація резерпіну й тіазидних діуретиків є одним із небагатьох лікарських засобів, які показали зниження смертності в рандомізованих контрольованих дослідженнях: Програма Виявлення та Подальшого Спостереження за Гіпертензією, Кооперативна Управлінська Дослідницька Група Ветеранів з Антигіпертензивних Засобів, і Програма Систолічної Гіпертензії у Людей Похилого Віку. Крім того, резерпін був взятий як вторинний антигіпертензивний варіант для пацієнтів, які не досягли цільових показників зниження артеріального тиску в дослідженні ALLHAT.
Він був спочатку використаний для лікування симптомів дискінезії в пацієнтів з хореєю Гантінгтона, але сьогодні перевагу надають альтернативним лікам.
Добова доза резерпіну при антигіпертензивному лікуванні становить лише 0,05–0,25 мг. Від використання резерпіну як антипсихотичного засобу майже повністю відмовилися, але нещодавно він повернувся як допоміжне лікування в поєднанні з іншими антипсихотичними засобами, так що більш резистентні пацієнти отримують блокаду дофаміну від інших антипсихотиків і виснаження дофаміну від резерпіну. Дози для такого додаткового впливу можуть бути низькими, що призводить до кращої переносимості. Спочатку для лікування психотичних захворювань використовували дози від 0,5 мг до 40 мг на день.
Дози, що перевищують 3 мг на добу, часто вимагали застосування антихолінергічних засобів для боротьби з надмірною холінергічною активністю в багатьох частинах тіла, а також паркінсонізмом. Для допоміжного лікування, дози зазвичай не перевищують 0,25 мг двічі на день.

## Побічні ефекти
У дозах менш як 0,2 мг/добу резерпін має небагато побічних ефектів, найпоширенішим з яких є закладеність носа.
Резерпін може спричинити: закладеність носа, нудоту, блювання, збільшення маси тіла, виразку шлунка (через підвищення холінергічної активності в тканинах шлунка та погіршення стану слизової оболонки), спазми та діарею. Препарат викликає артеріальну гіпотензію та брадикардію та може ускладнювати астму. Закладеність носа та еректильна дисфункція є іншими наслідками альфа-блокади.
Ефекти центральної нервової системи при застосуванні вищих доз (0,5 мг або вище) включають сонливість, запаморочення, нічні кошмари, паркінсонізм, загальну слабкість і втому.

Дослідження високих доз на гризунах показали, що резерпін викликає фіброаденому молочної залози та злоякісні пухлини сім'яних пухирців, серед іншого. Ранні припущення про те, що резерпін викликає рак молочної залози у жінок, не підтвердилися. Це також може викликати гіперпролактинемію.
Резерпін проникає в грудне молоко і є шкідливим для немовлят, які перебувають на грудному вигодовуванні, тому, якщо це можливо, його слід уникати під час годування груддю.
Це може призвести до надмірного зниження артеріального тиску в дозах, необхідних для лікування тривоги, депресії або психозу.

## Механізм дії
Резерпін необоротно блокує H±зв'язані везикулярні транспортери моноамінів VMAT1 і VMAT2. VMAT1 в основному експресується в нейроендокринних клітинах; VMAT2 — в нейронах. Таким чином, саме блокада резерпіном нейронального VMAT2 пригнічує захоплення та зменшує запаси моноамінових нейромедіаторів норадреналіну, дофаміну, серотоніну та гістаміну в синаптичних везикулах нейронів. VMAT2 зазвичай транспортує вільний внутрішньоклітинний норадреналін, серотонін і дофамін у пресинаптичному нервовому закінченні в пресинаптичні везикули для подальшого вивільнення в синаптичну щілину («екзоцитоз»). Незахищені нейромедіатори метаболізуються за допомогою MAO (а також COMT), прикріплюються до зовнішньої мембрани мітохондрій у цитозолі закінчень аксона, і, отже, ніколи не збуджують постсинаптичну клітину. Таким чином, резерпін збільшує видалення моноамінових нейромедіаторів із нейронів, зменшуючи розмір пулів нейромедіаторів і, у зв'язку з чим, зменшується амплітуда вивільнення нейромедіаторів. Оскільки організму може знадобитися кілька днів або тижнів, щоб відновити виснажені VMAT, ефект резерпіну є тривалим.

## Біосинтетичний шлях
Резерпін є одним із десятків індольних алкалоїдів, виділених з рослини Rauvolfia serpentina. У рослині Rauvolfia,, триптофан є вихідним матеріалом у біосинтетичному шляху резерпіну та перетворюється на триптамін за дії ферменту триптофандекарбоксилази. Триптамін поєднується з секологаніном у присутності ферменту стриктозидинсинтетази і дає стриктозидин. Різні ферментативні реакції перетворення призводять до синтезу резерпіну зі стриктозидину.

## Історія відкриття
Резерпін був виділений в 1952 році з висушеного кореня Rauvolfia serpentina (індійського зміїного кореня), який був відомий як Sarpagandha і використовувався протягом століть в Індії для лікування божевілля, а також лихоманки та укусів змій — Махатма Ганді використовував його як заспокійливий засіб. Його вперше використав у Сполучених Штатах Роберт Воллес Вілкінс у 1950 році. Його молекулярну структуру було з'ясовано в 1953 році, а природну конфігурацію опубліковано в 1955 році. Він був представлений у 1954 році, через два роки після хлорпромазину. Вперше було повністю синтезовано Р. Б. Вудвордом у 1958 році.
Резерпін вплинув на просування думки про біогенну амінову гіпотезу депресії. Виснаження моноамінових нейромедіаторів у синапсах опосередковане резерпіном було наведено як доказ того, що виснаження моноамінових нейромедіаторів викликає депресію у людей. Цю гіпотезу згодом відхилили. Зокрема резерпін був першою сполукою, яка показала себе як ефективний антидепресант у рандомізованому плацебо-контрольованому дослідженні. У систематичному огляді 2022 року було виявлено, що дослідження впливу резерпіну на настрій були дуже суперечливими, причому подібні дослідження повідомляли про депресогенні ефекти, без впливу на настрій і антидепресивні ефекти. Якість доказів була обмеженою, і лише частина досліджень були рандомізованими і контрольованими.

## Дослідження

### Антибактеріальний ефект
Резерпін пригнічує утворення біоплівок Staphylococcus aureus і пригнічує метаболічну активність бактерій, присутніх у біоплівках.

## Ветеринарія
Резерпін використовується як транквілізатор тривалої дії для підкорення буйних або важких коней і незаконно використовується для заспокоєння виставкових коней, коней, що продаються, та в інших випадках, коли може бути бажаним «більш спокійний» кінь.
Він також використовується в рушницях для дротиків.